# Дубровник (футбольний клуб)
Футбольний клуб «Дубровник» (хорв. Hrvatski nogometni klub Dubrovnik 1919) — колишній хорватський футбольний клуб із міста Дубровник.

## Історія
Клуб був заснований у 1922 році під назвою «Юг». При створенні новий клуб поглинув старіший клуб «Дубровник», створений у 1919 році, що знайшло відображення в пізнішій офіційній назві клубу. У 1951 році клуб об'єднався з місцевими «Борацем» і «Железнічаром», і був перейменований на «Дубровник».
У 1978 році клуб знову повернувся до початкової назви «Юг», а наступного року об'єднується з іншим міським клубом ГОШК, та грає під назвою «ГОШК-Юг». Під цією назвою клуб вийшов до другої ліги колишньої Югославії, та грав у ній протягом 10 років.
Після заснування Першої хорватської футбольної ліги у 1992 році клуб був включений до складу учасників чемпіонату, а 19 лютого 1992 року змінив назву на «Дубровник». Проте після трьох сезонів у вищому хорватському дивізіоні клуб вибув до другої ліги, а пізніше вибув до четвертого за рівнем хоратського дивізіону, другої ліги Дубровницько-Неретванської жупанії. У серпні 2015 року клуб «Дубровник» був об'єднаний з із своїм міським суперником клубом ГОШК у клуб «Дубровник 1919», та був розформований.